# 비르아켐 다리
비르아켐 다리(프랑스어: Pont de Bir-Hakeim)는 프랑스 파리의 센강을 가로지르는 아치형 다리이며 시뉴섬을 관통하여 파리의 15구와 16구를 연결한다. 강철로 만들어진 이 다리는 1878년에 세워진 금속 보행교인 파시 다리(프랑스어: Pont de Passy)를 대체하여 1903년과 1905년 사이에 건설되었으며 총 2개 층으로 구성되어 있다. 1층은 자동차와 보행자를 위한 것이고, 2층은 1층 위에 지어진 고가교(비아듀크 드 파시)로, 파리 지하철 6호선이 지나간다. 다리의 길이는 237m이며 폭은 24.7m이다. 시뉴섬을 기준으로 하여 센강의 그랑 브라(Grand Bras, '큰 강줄기')를 가로지르는 부분(섬 서쪽)이 쁘띠 브라(Petit Bras, '작은 강줄기')를 가로지르는 부분보다 약간 더 길다.

## 역사

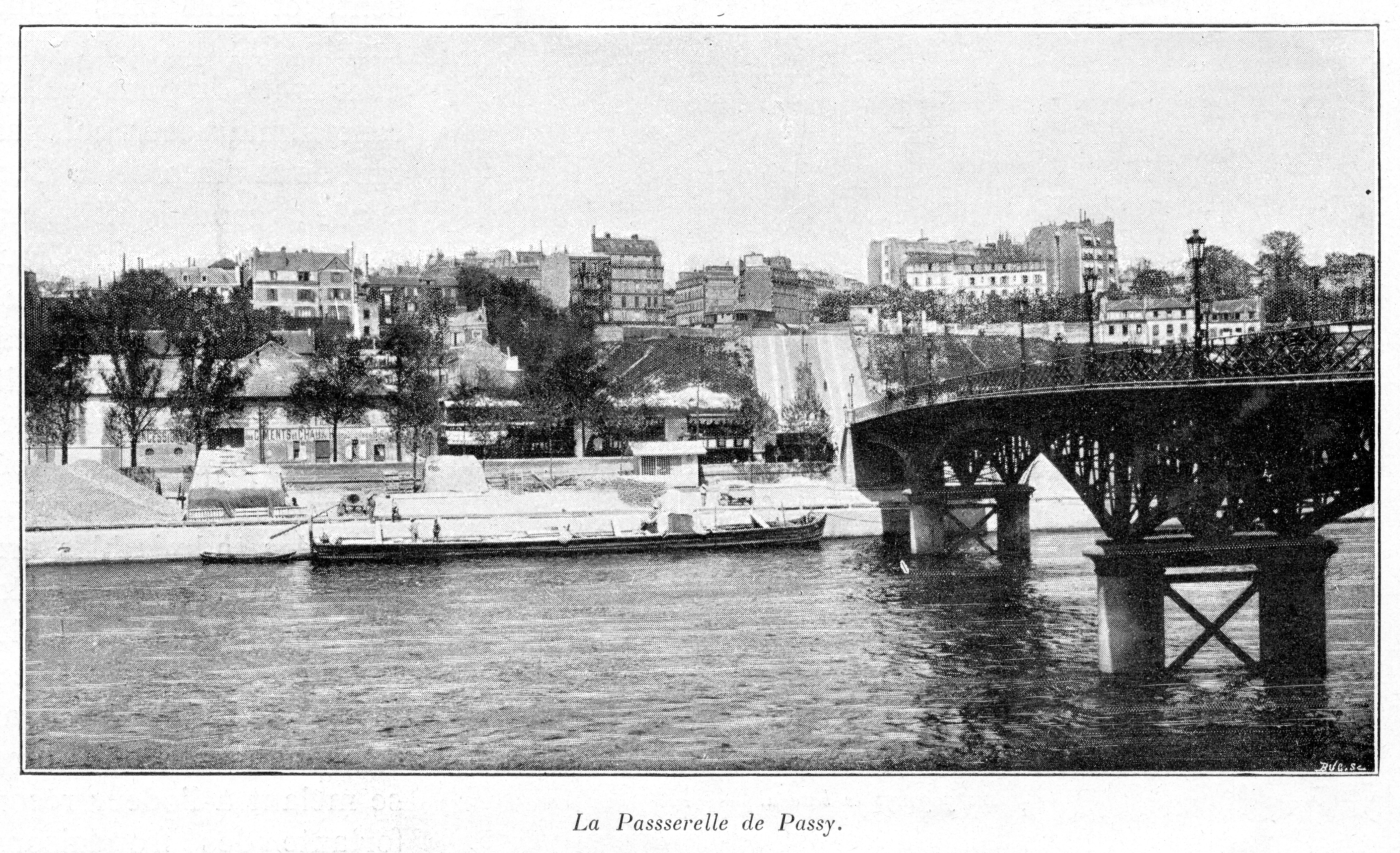
파시 인도교, 1897년 촬영

비르아켐 다리는 1878년 만국박람회에 사용되었던 파시 인도교를 대체하기 위해 건설되었다. 1902년 11월 8일부터 1903년 1월 14일까지 새 다리의 금속 구조에 대한 경연 대회가 개최되었다. 새로운 다리를 건설하는 동안 강을 계속 건널 수 있도록 다리 건설이 시작되기 전에 파시 인도교가 하류로 30미터 이동되었다. 인도교의 이동은 1903년 8월 20일과 21일에 이루어졌으며, 22일에 인도교의 안전성이 테스트되었고 23일에 다시 통행이 가능해졌다. 파시 인도교는 1905년 다리가 완공된 후에야 철거되었다. 새로운 다리의 건설은 건설사 Daydé & Pillé의 Louis Biette의 감독 하에 이루어졌다.

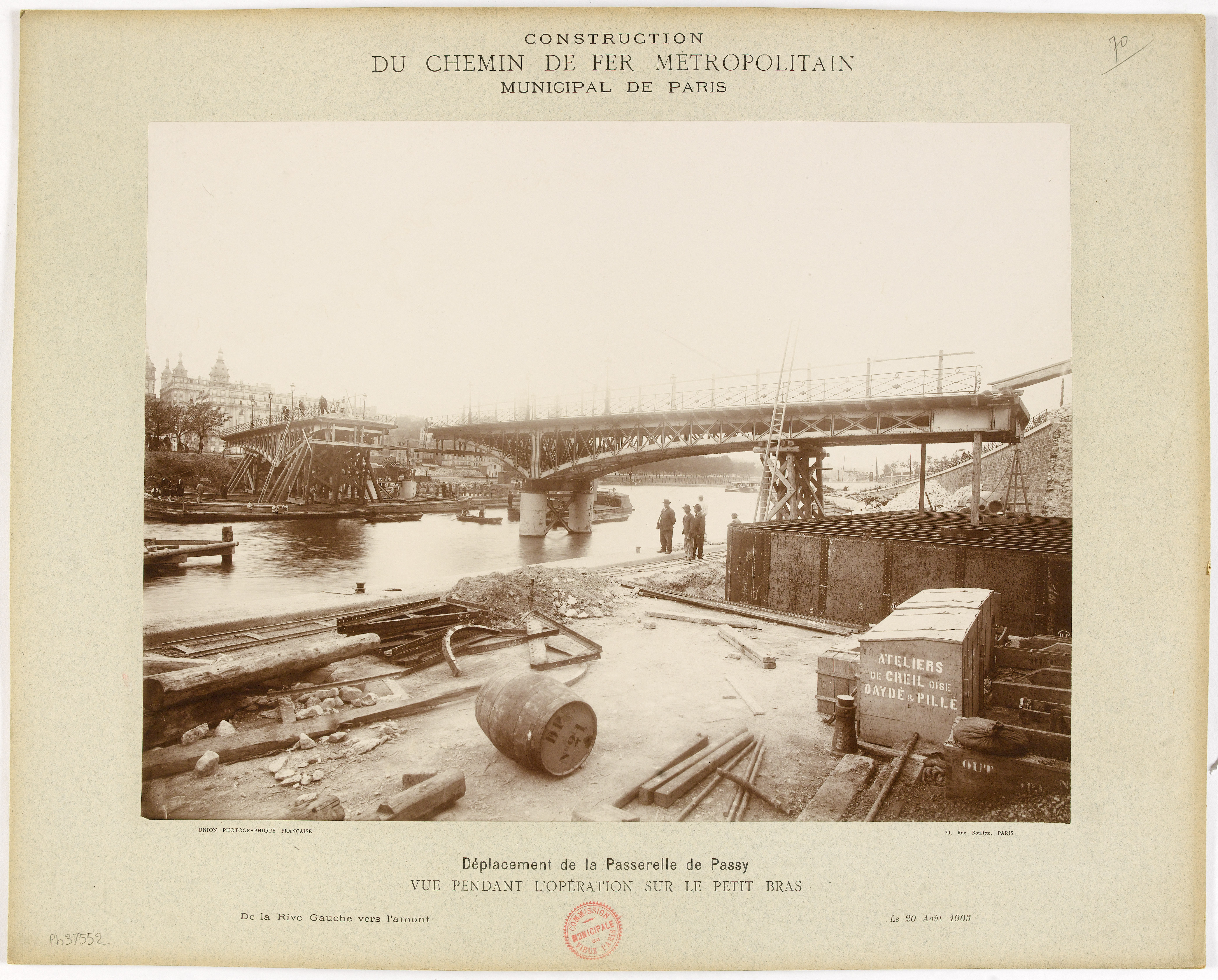
1903년 새 다리를 건설하기 전 하류로 이전중인 파시 인도교
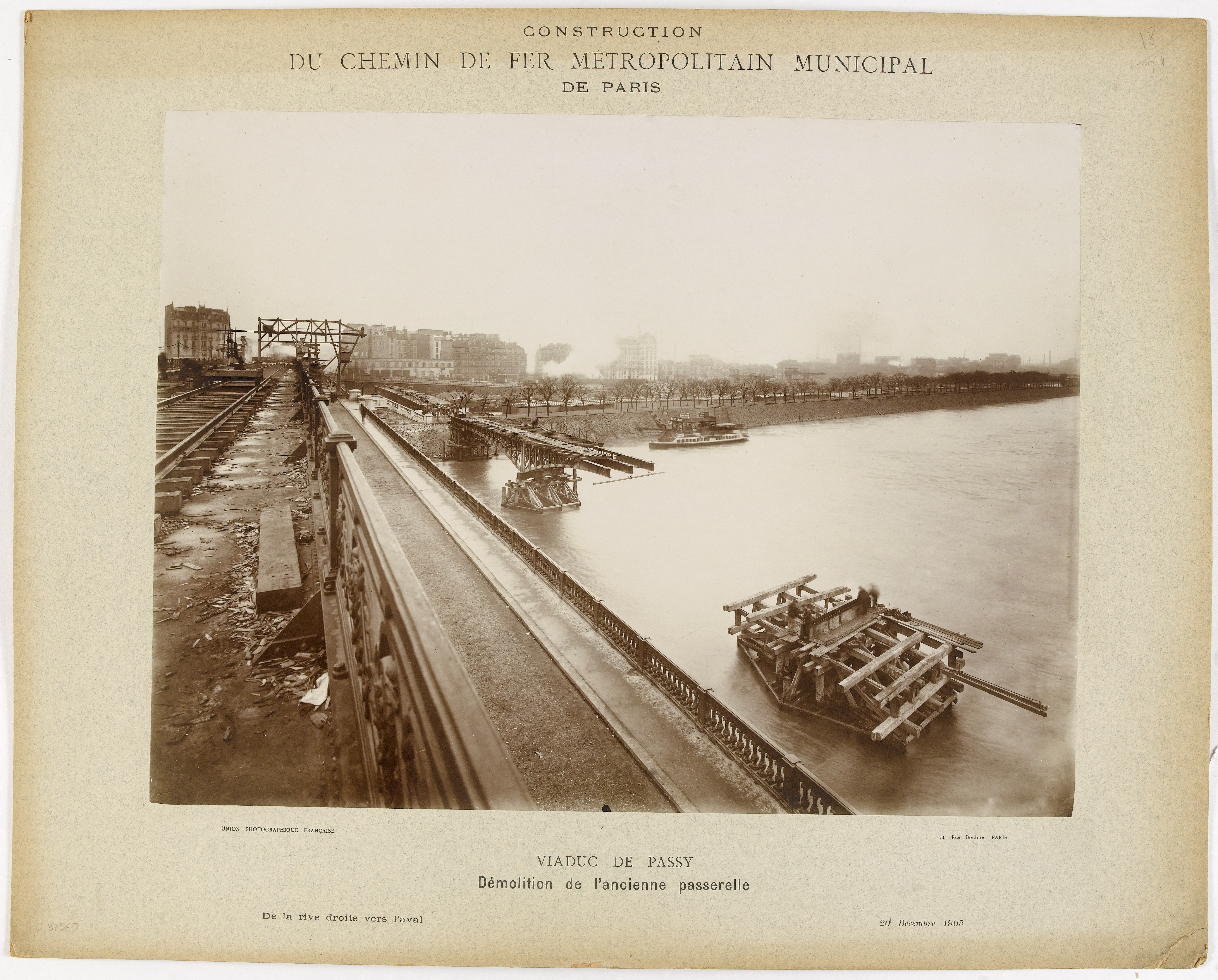
1905년 새 다리에서 본 철거되는 인도교
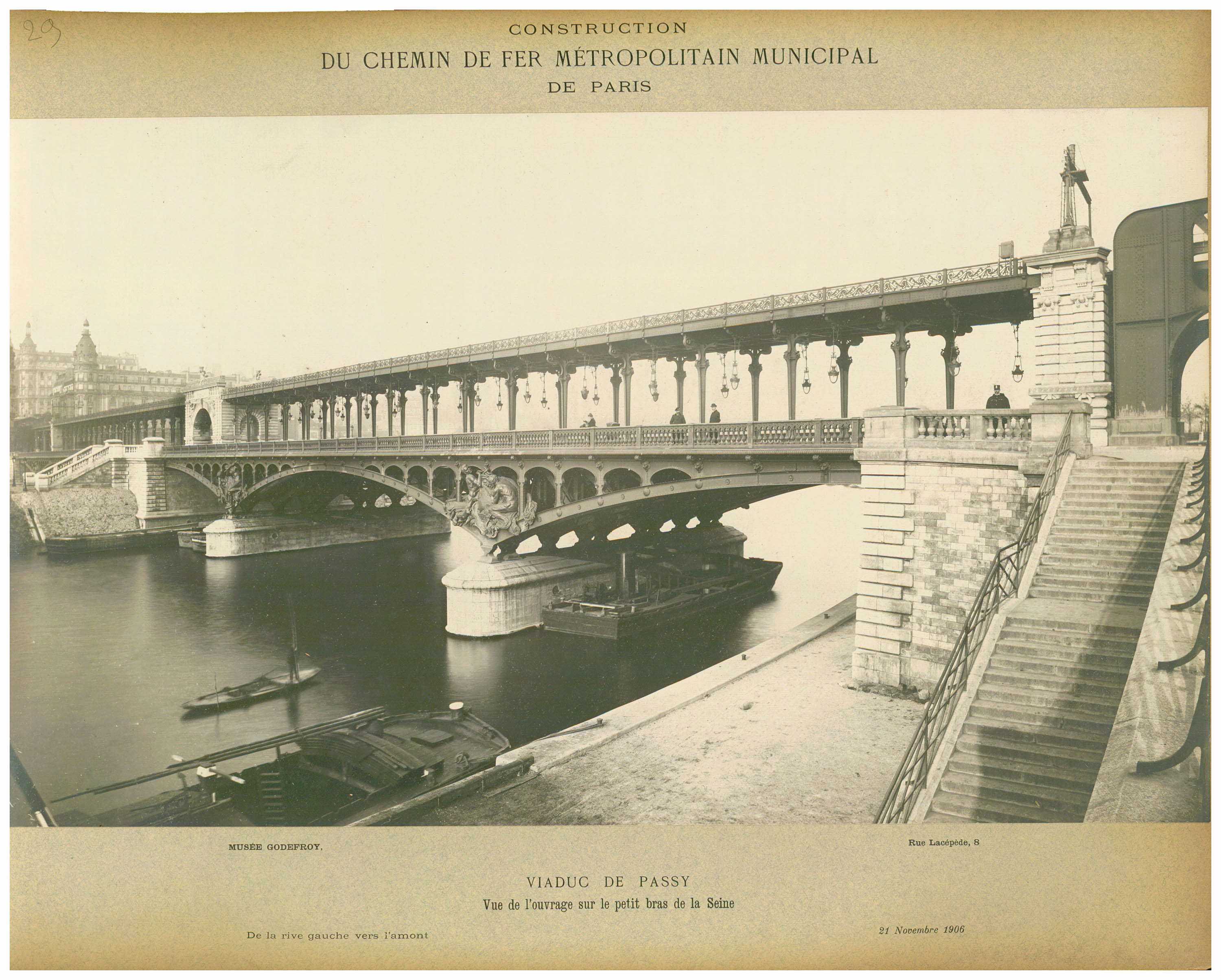
1906년 촬영된 쁘띠 브라(Petit Bras) 쪽 위 새로운 다리
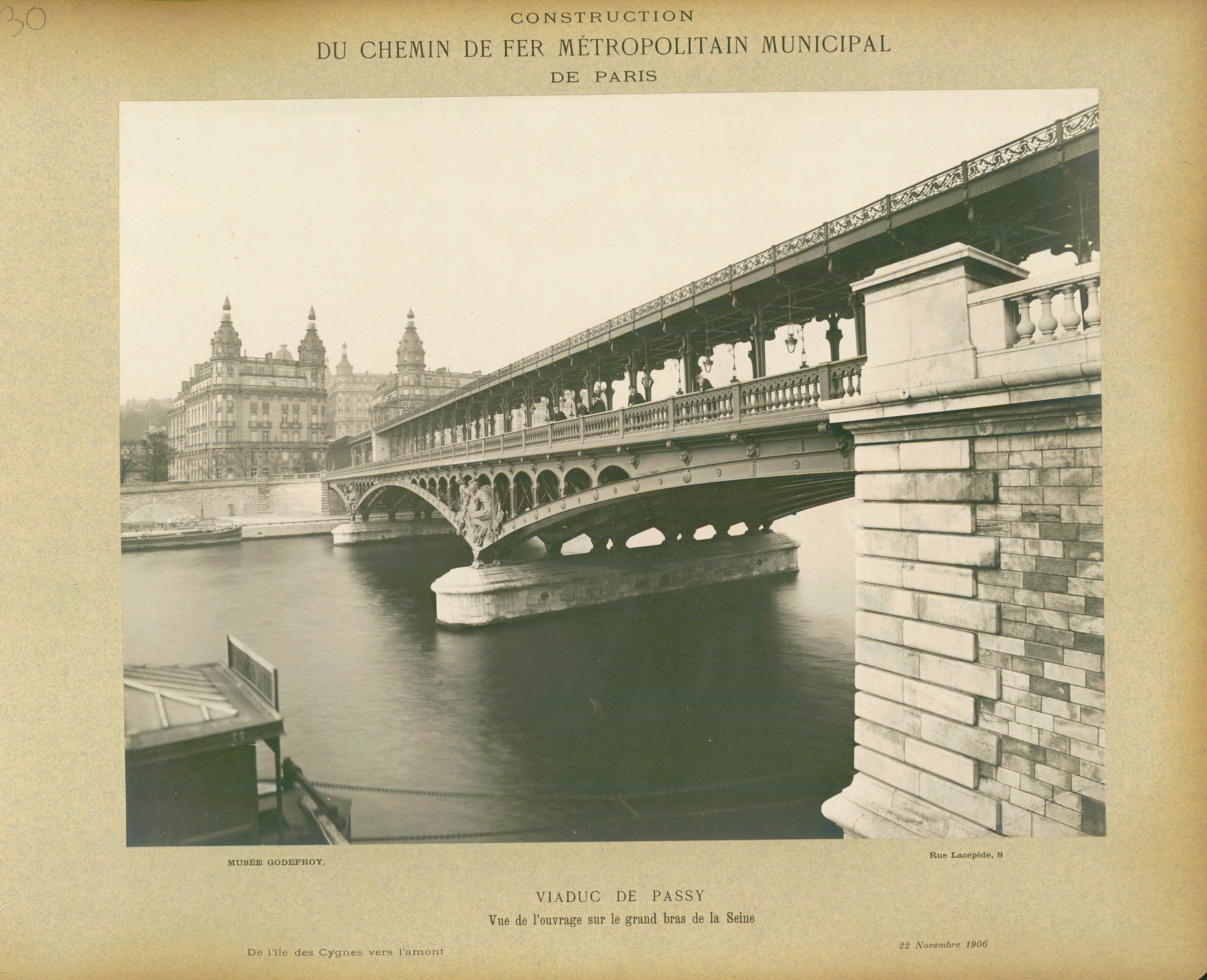
1906년 촬영된 그랑 브라(Grand Bras) 쪽 위 새로운 다리

이 다리는 오스테를리츠 철교, 오퇴유 식물원, 사크레쾨르 대성당 아래의 공원을 설계한 장카미유 포르미제가 장식을 맡았다.

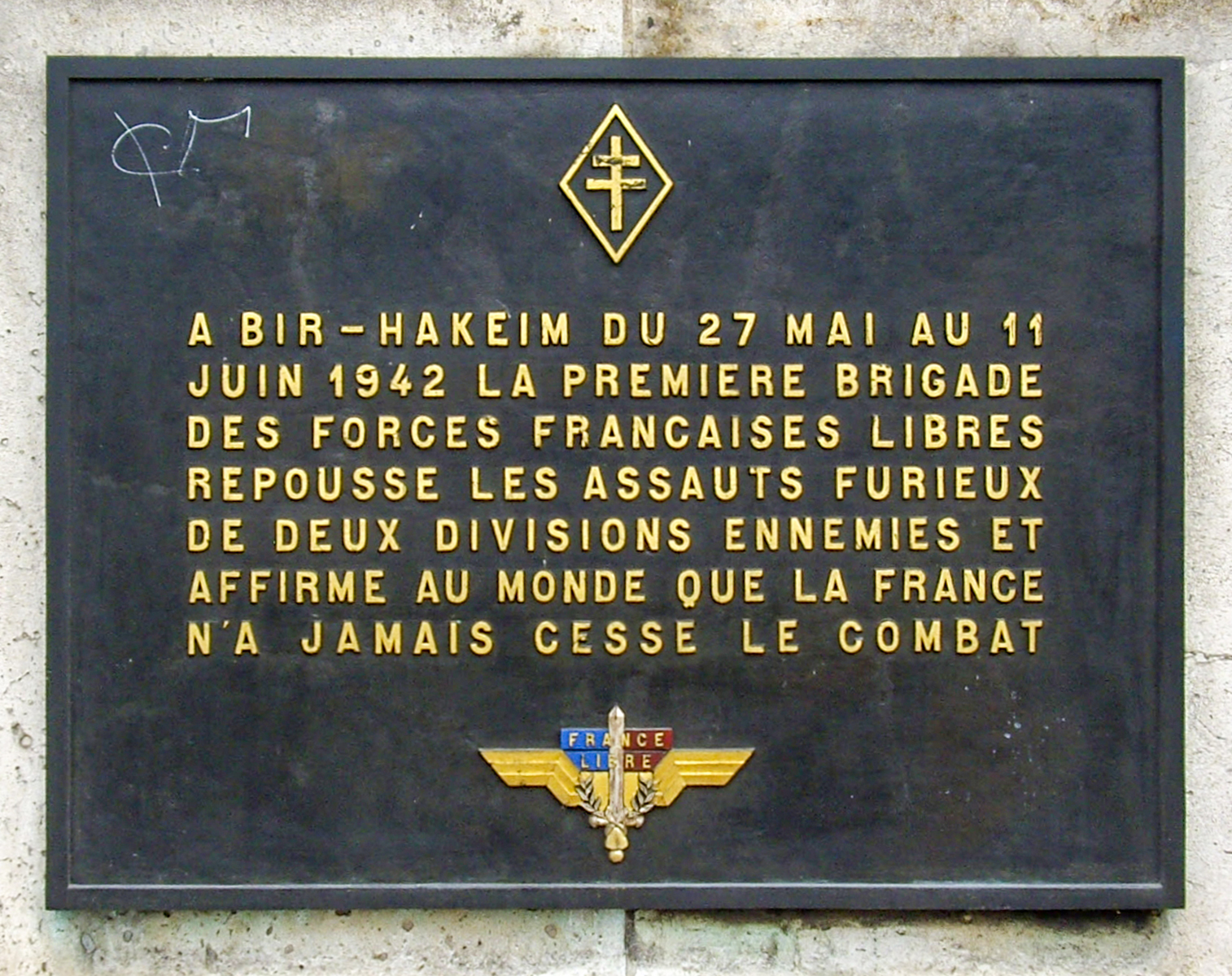
비르아켐 전투를 기념하는 현판

원래 명칭은 파시 다리(이 다리가 닿는 곳인 옛 파시 자치구의 이름을 따서 지어짐)였지만, 1942년에 자유 프랑스군이 독일 아프리카 군단과 싸운 비르아켐 전투를 기념하기 위해 1948년에 이름이 바뀌었다.

## 구조

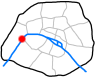
비르아켐 다리의 위치

이 다리는 실제로 시뉴섬과 연결되는 두 개의 독립적인 구조물로 구성되어 있으며 각각 그랑 브라 상공에서 30 미터 (98 ft), 54 미터 (177 ft), 30 미터 (98 ft), 쁘띠 브라 상공에서 24 미터 (79 ft), 42 미터 (138 ft), 24 미터 (79 ft) 크기의 반 아치와 중앙 아치가 두 개씩 있다. 다리의 1층 도로면은 시뉴섬 동쪽 끝의 《프랑스의 부활》(La France renaissante) 동상이 있는 벨베데레와 이어져 있다.

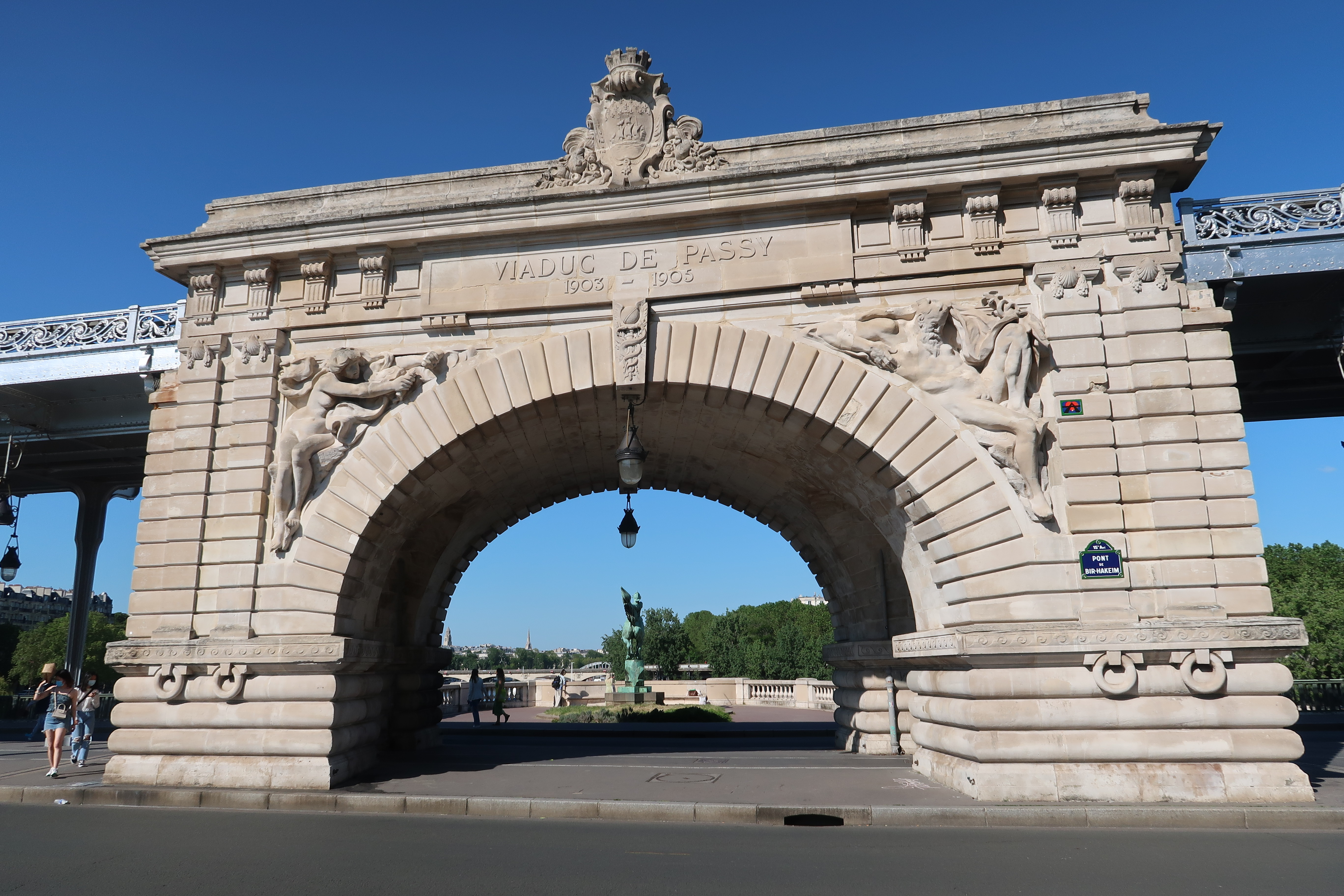
시뉴섬 위에 지어진 석조 아치형 구조
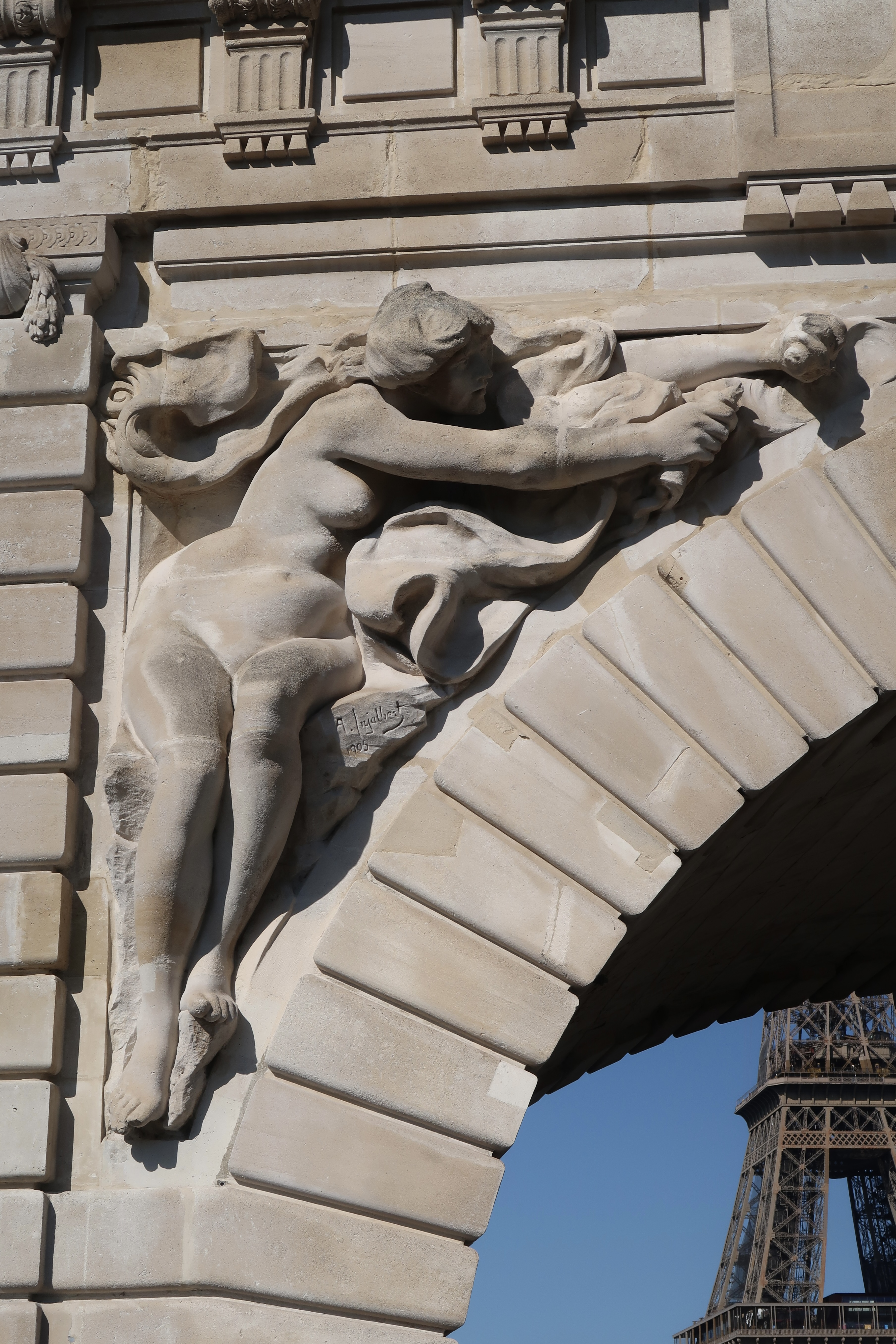
장앙투안 앵잘베르가 만든 《전기》 부조
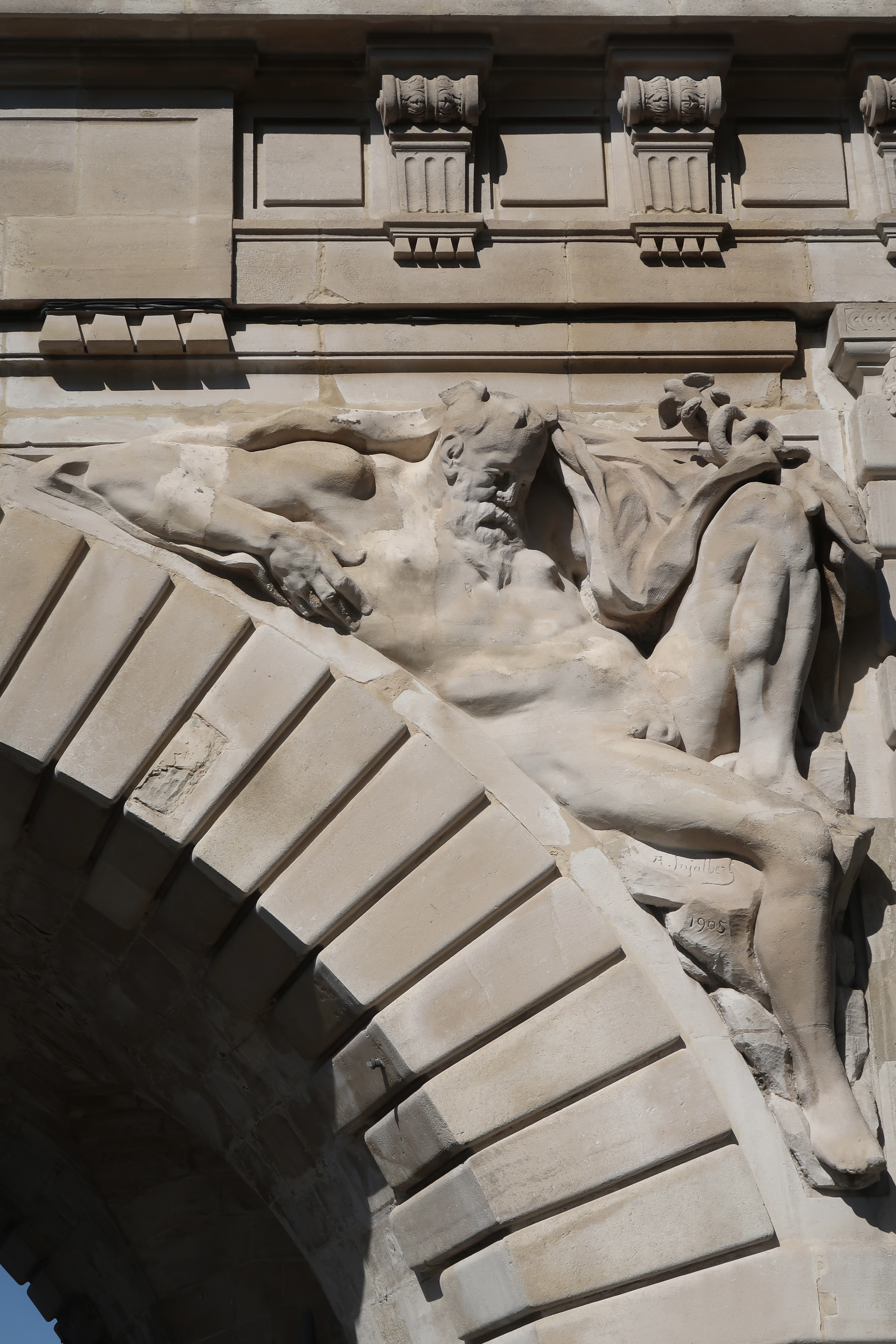
장앙투안 앵잘베르가 만든 《상업》 부조

2층인 철도 고가교는 시뉴섬 위에 지어진 석조 아치 부분을 제외하고는 금속 기둥으로 지탱되어 있다. 철도 고가교에는 제2차 세계대전 당시 벨기에에서 전사한 군인들을 기리는 여러 기념 현판을 포함하여 다리를 장식하는 많은 기념 현판이 있다. 또한, 시뉴섬 위에 있는 고가교 중앙의 석조 아치에는 쥘 꾸탕이 만든 《과학》과 《노동》 조각상, 장앙투안 앵잘베르가 만든 《전기》와 《상업》 조각상 등 총 네 개의 기념비적인 석상이 화려하게 조각되어 있다.

## 대중 문화에서
비르아켐 다리는 《리피피》, 《사형대의 엘리베이터》, 《지하철의 소녀》, 《파리에서의 마지막 탱고》, 《공포의 도시》, 《내셔널 트레져: 비밀의 책》, 《도시 속의 인디언》, 《로닌》 및 《인셉션》 등 많은 영화에 등장한다. 하마사키 아유미의 10주년 기념 싱글 《Mirrorcle World》의 뮤직비디오도 이곳에서 촬영되었다.

## 갤러리

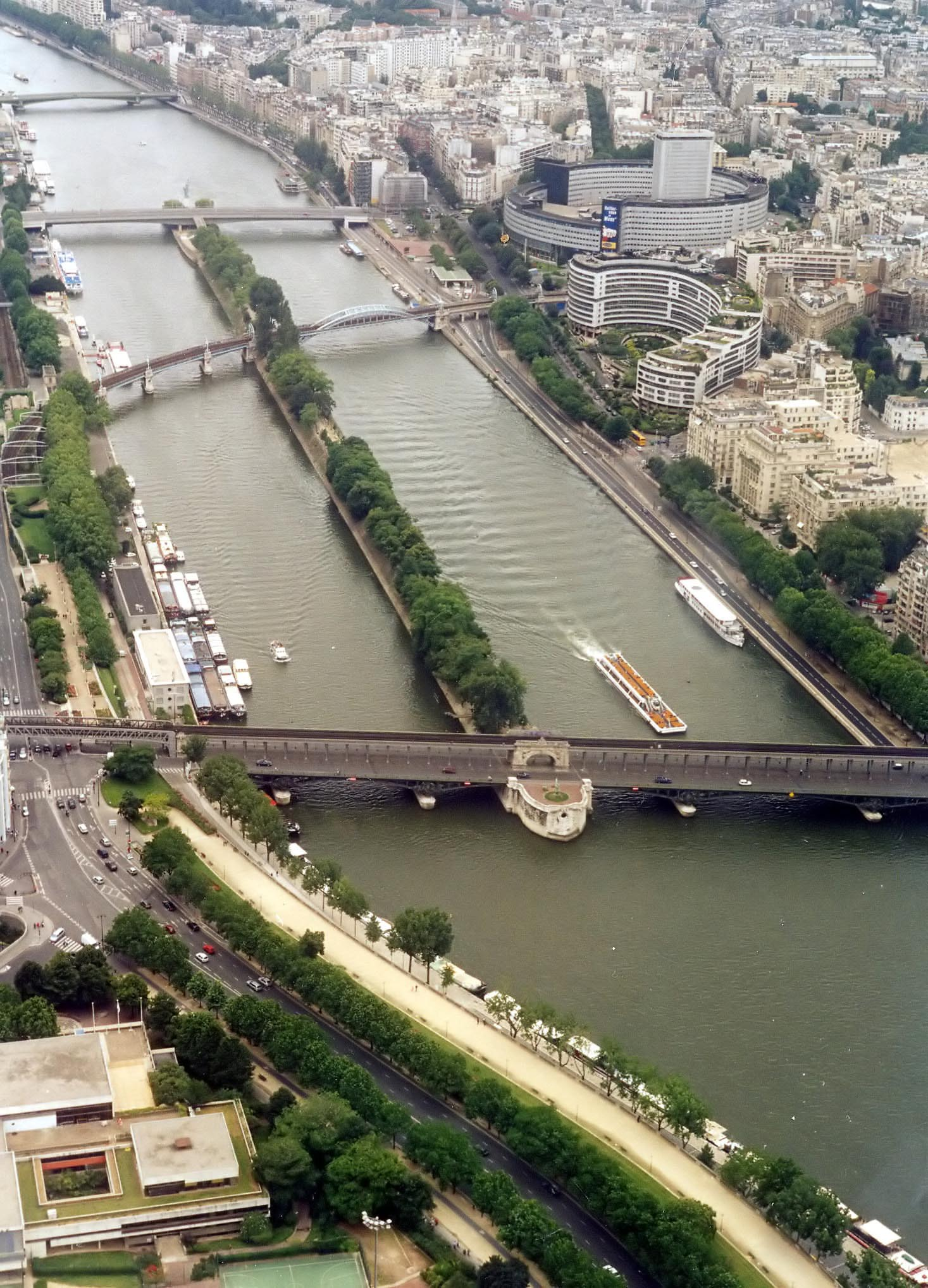
시뉴섬과 접하는 비르아켐 다리, 에펠탑에서 촬영
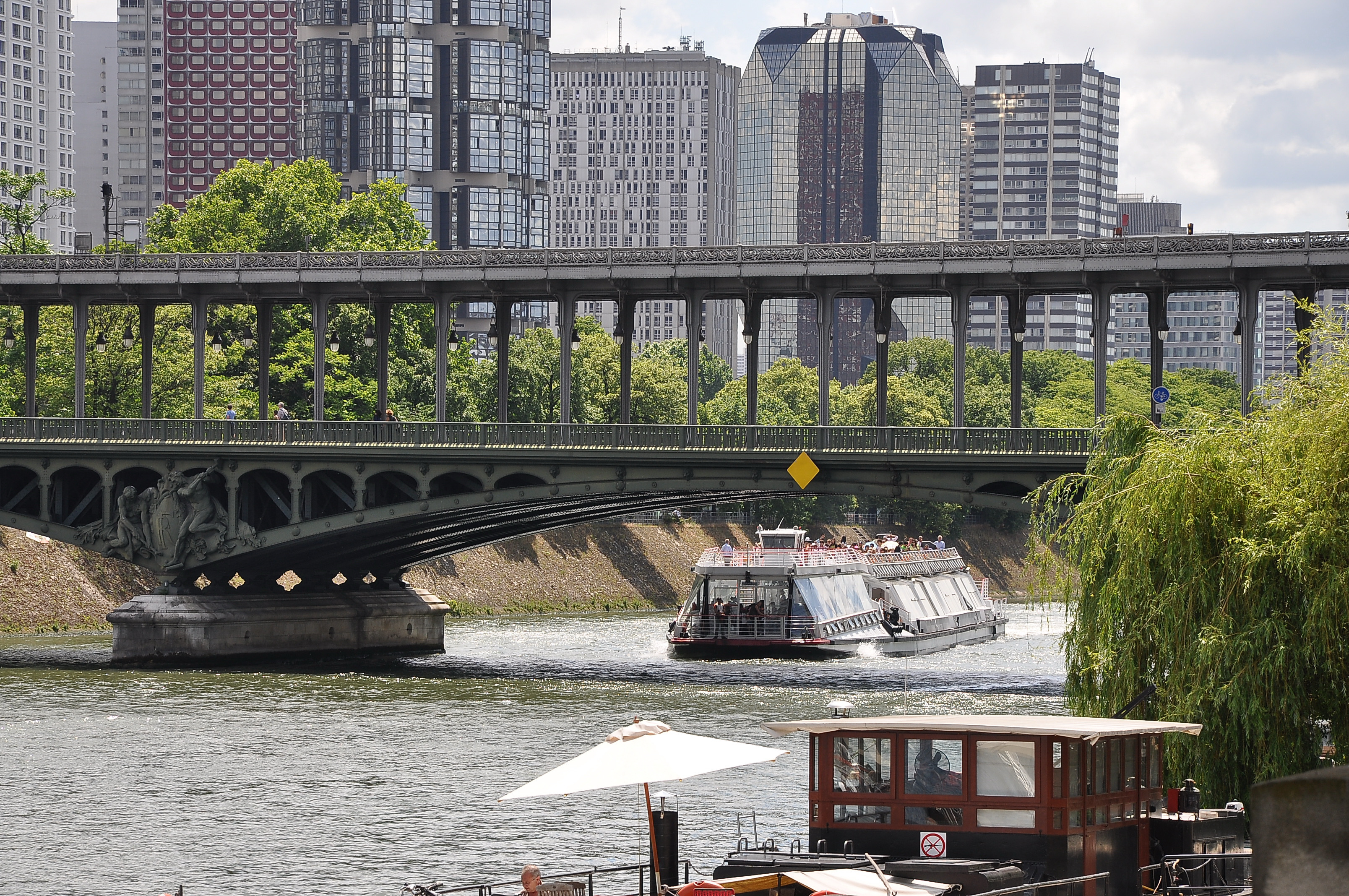
시뉴섬에서 바라본 비르아켐 다리
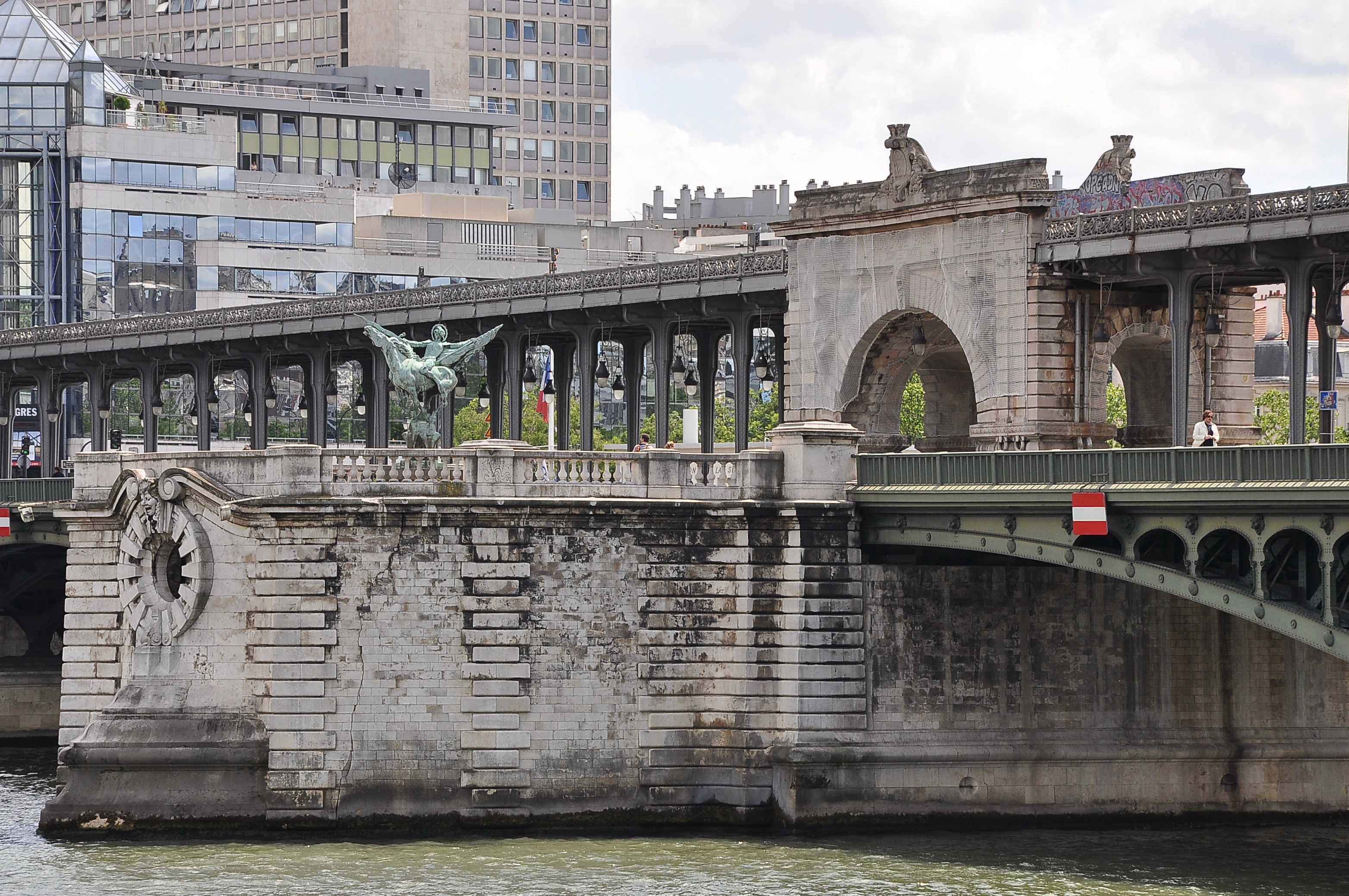
《프랑스의 부활》(La France renaissante) 동상
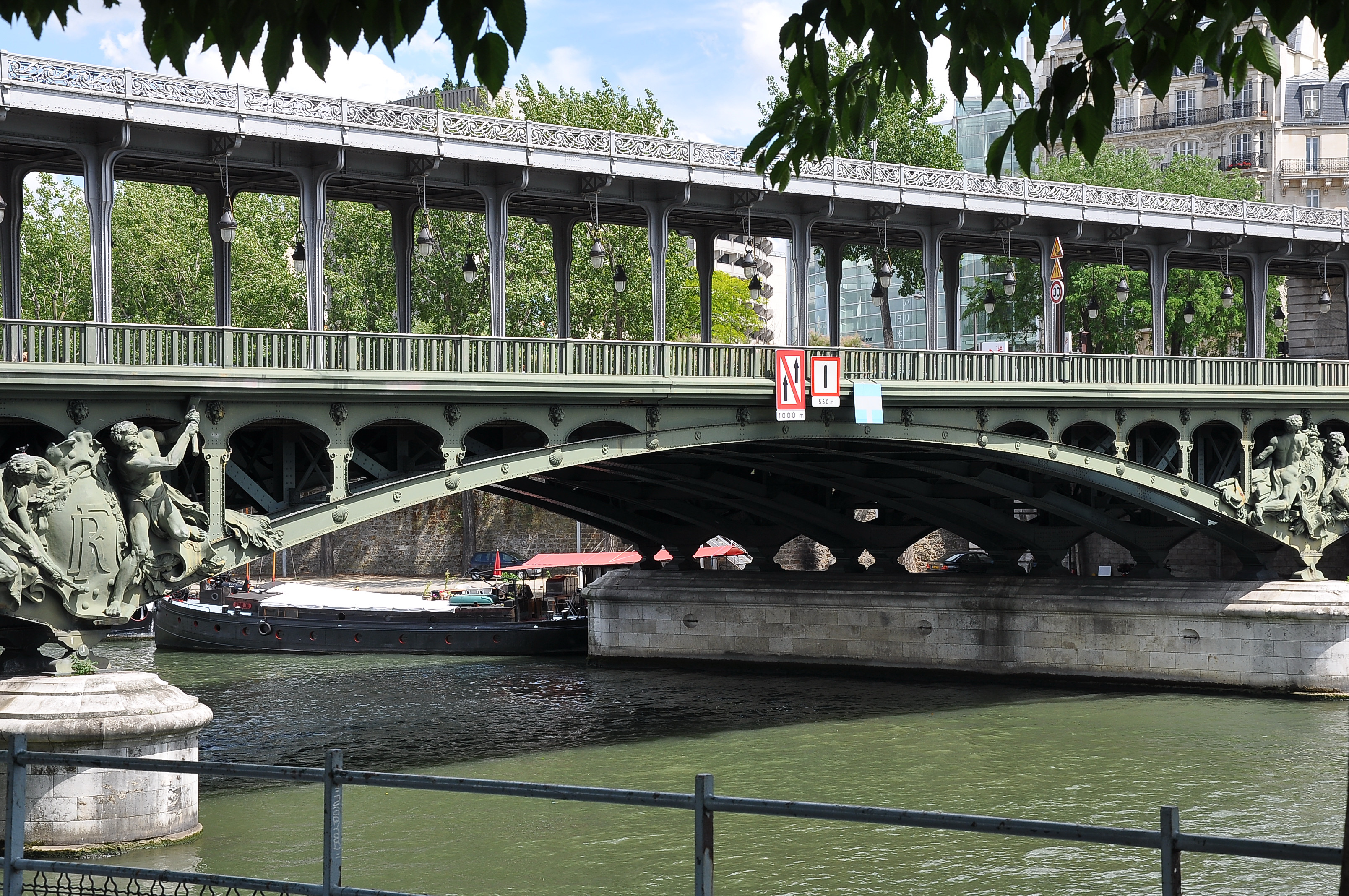
귀스타브 미셸이 만든 철물 조각상
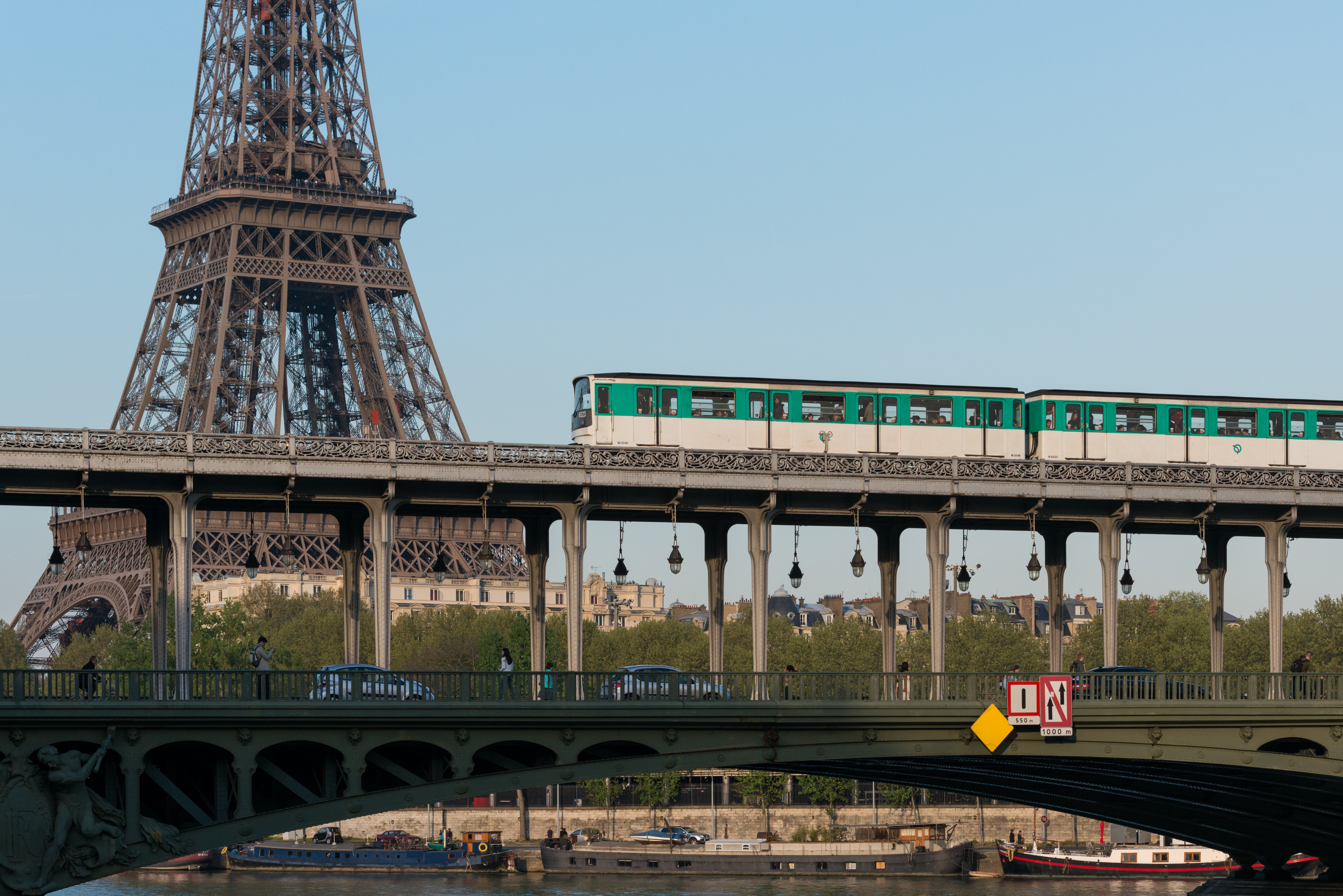
센강 위 비르아켐 다리를 건너는 파리 6호선 지하철
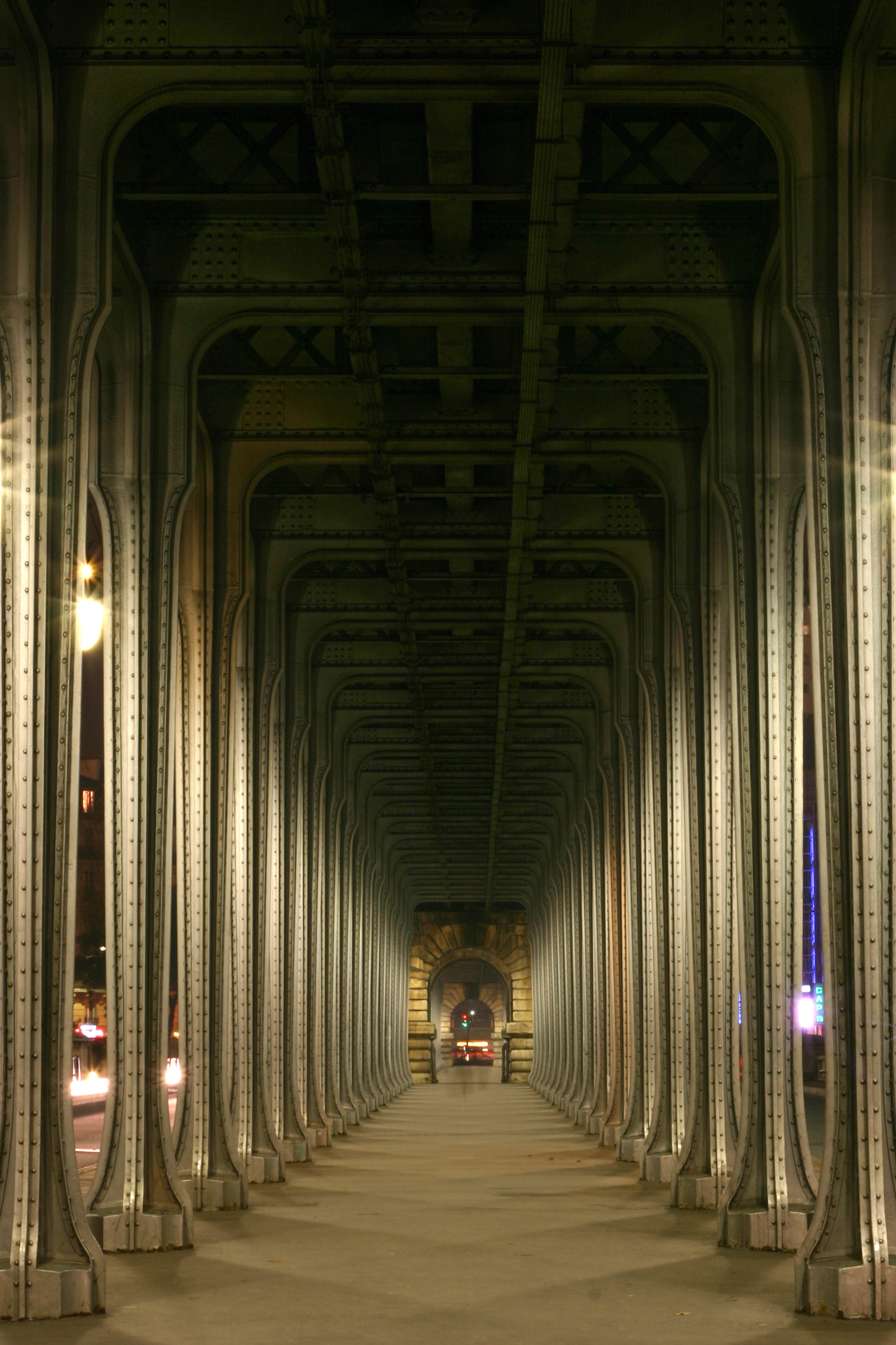
고가교를 받치는 콜로네이드
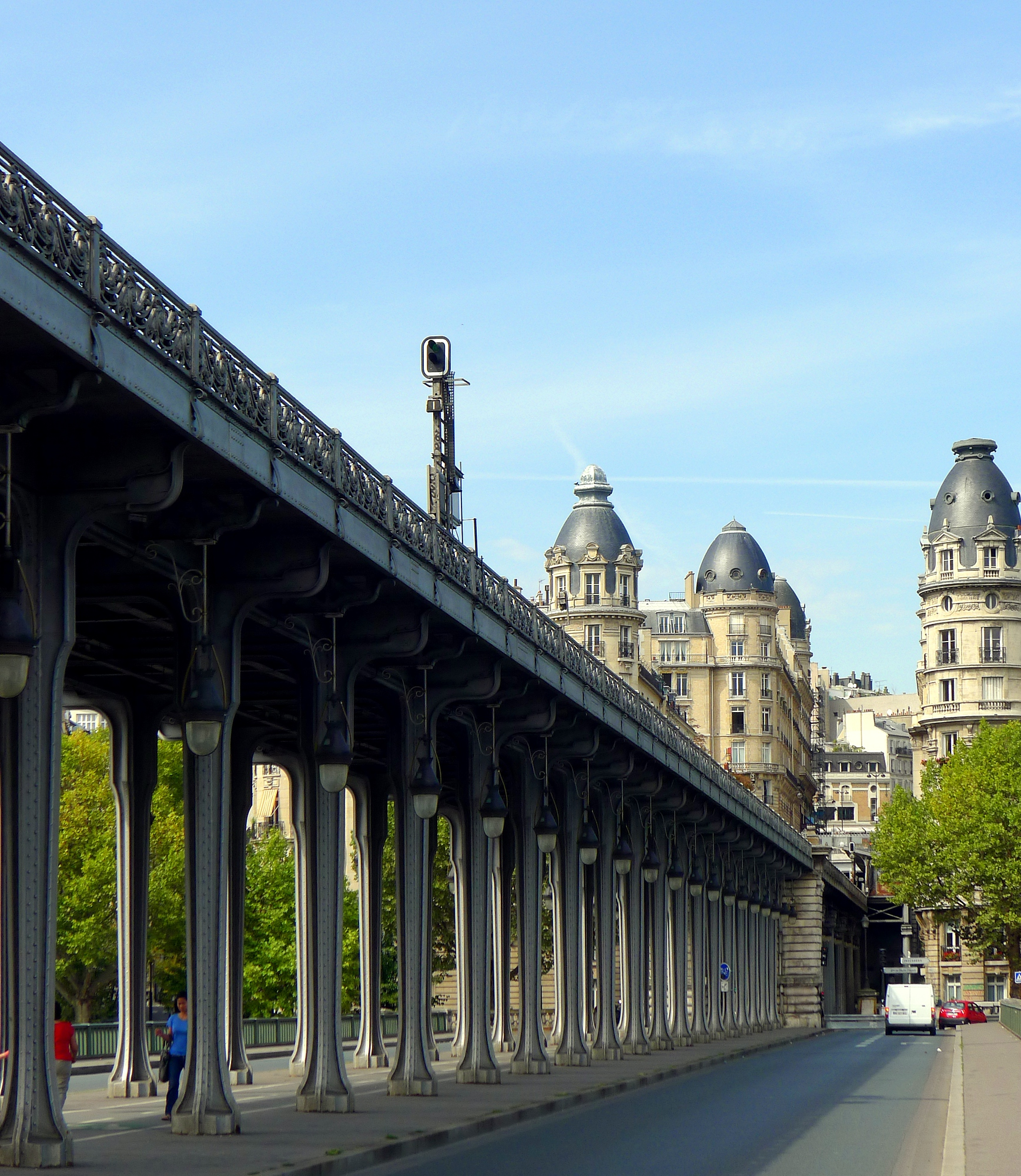
차도 사이를 지나는 인도

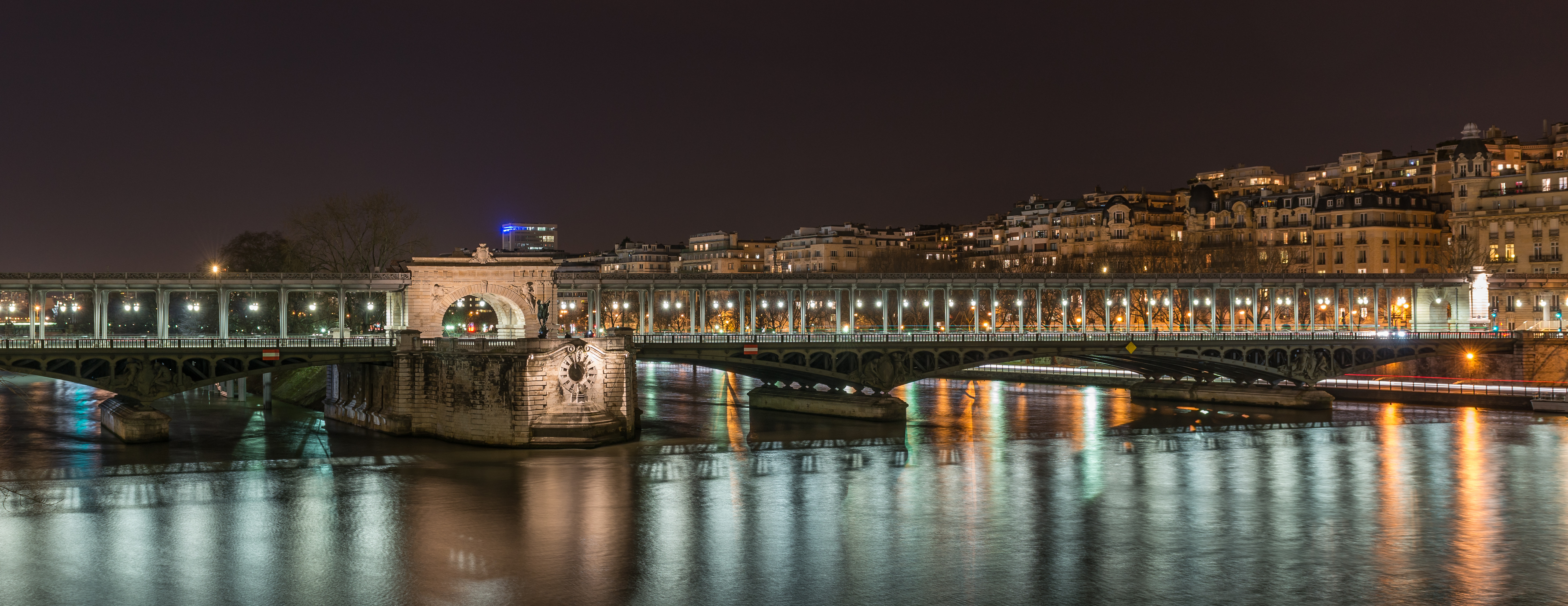
야간에 오스트레일리아 산책로에서 촬영한 비르아켐 다리